# 52 (số)
52 (năm mươi hai) là một số tự nhiên ngay sau 51 và ngay trước 53.